# Albaret-Sainte-Marie
Albaret-Sainte-Marie är en kommun i departementet Lozère i regionen Occitanien i södra Frankrike. Kommunen ligger i kantonen Saint-Chély-d'Apcher som tillhör arrondissementet Mende. År 2022 hade Albaret-Sainte-Marie 557 invånare.

## Befolkningsutveckling
Antalet invånare i kommunen Albaret-Sainte-Marie
| Referens: INSEE |